# معركة نيتسانيم

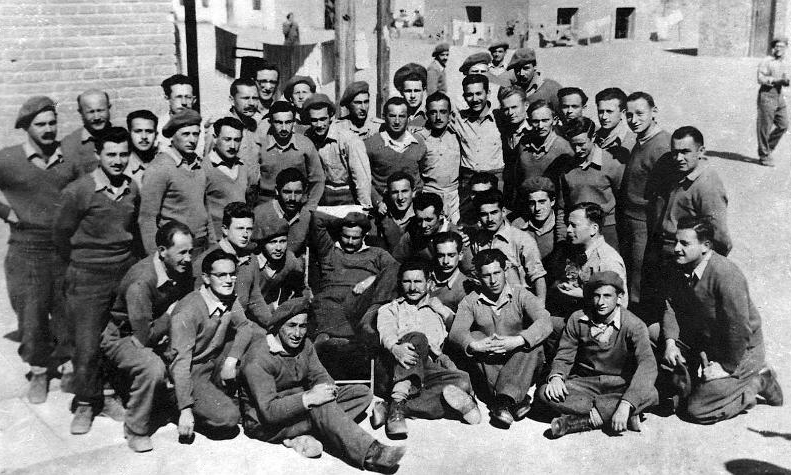
أسرى إسرائيليين في قبضة الجيش المصري من معركة نيتسانيم في 7 يونيو 1948

معركة نيتسانيم هي معركة نشبت بين الجيش الإسرائيلي والجيش المصري في حرب العربية الإسرائيلية عام 1948، في 7 يونيو، 1948. وكان هذا أول انتصار كبير للجانب المصري في حرب 48، وواحدة من الحالات القليلة التي استسلم فيها الجانب الإسرائيلي في حرب فلسطين.
بدأت المعركة في ليلة حولي الساعة 06-07 في يونيو مع قصف مدفعي في نيتسانيم، يليه القصف الجوي والهجمات المدرعة والمشاة. اندلع الهجوم الرئيسي من خلال الدفاعات الإسرائيلية في حوالى الساعة 11:00. تراجع الإسرائيليين إلى المركز الثاني، وأخيرا إلى المركز الثالث في الساعة 14:00. وفي الساعة 16:00، استسلم 105 من الإسرائيليين للجيش المصري. ما بين 7 و10 يونيو، خاض الجيش المصري معركة التل 69 في مكان قريب. تمت السيطرة عليه من قبل المصريين بعد الانسحاب الإسرائيلي الغير منظم.
الإسرائيليون ينظرون إلى استسلام نيتسانيم بمثابة الإهانة، وخاصة بعد أن نشر اللواء جفعاتي منشور استنكار للمدافعين. طالب سكان نيتسانيم بالتحقيق في المعركة، وأجريت واحدا تلو هيئة الأركان العامة، والوقوف إلى جانب السكان والقادمة إلى استنتاج مفاده أن الاستسلام له ما يبرره.

## خلفية
كيبوتس نيتسانيم، الذي تأسس عام 1943، كان مستعمرة إسرائيلية معزولة على السهل الساحلي، محاطة ببلدات أسدود العربية في الشمال، وعسقلان في الجنوب، وجولس وبيت دراس في الشرق. تم رسمه داخل الدولة العربية في خطة الأمم المتحدة البائدة لتقسيم فلسطين. على هذا النحو، تم عزل نيتسانيم بعد 31 ديسمبر 1947. وقد تعرضت للهجوم عدة مرات في الأشهر الستة الأولى من حرب التطهير العرقي لفلسطين 1947–48 في فلسطين الانتدابية من قبل القوات المحلية غير النظامية. استخدم المدافعون اليهود الحرب العالمية الأولى الإيطالية القديمة وتمكنت من صد الهجمات. في آذار / مارس 1948، اقتحمت قوات الهاجاناه من المقر الرئيسي في بئر توفيا القرية، ولكن في طريق العودة تعرضت لكمين وقتل قائد الهاجاناه في نيتسانيم شلومو روبنشتاين أثناء القتال. في 26 آذار و 20 نيسان، وقعت هجمات عربية منظمة، وصدها سكان القرية. كانت مجموعة نيتسانيم تقع على بعد 700 متر غرب الطريق الساحلي. اتساعها البالغ 800 متر وعرضه 400 متر لم يسمح بتشكيل خط دفاع ثان. تم بناء مباني المزرعة في الغالب في واد محاط بالتلال من جميع الجهات. إلى الشمال تقع «سلسلة تلال المقبرة»، وهي موقع مناسب لإجراء عمليات المراقبة. بالقرب منه توجد حفرة وادي تمتد غربًا وتسمح بتقدم مناسب نحو المزرعة من الشمال. إلى الشرق، كانت المزرعة محاطة بمعسكر بريطاني مدمر، مما سمح للعدو بالتقدم حتى سياج المزرعة. على بعد حوالي كيلومترين إلى الشمال الشرقي كان التل 69، وهو موقع يسيطر على المنطقة المحيطة بأكملها.
في ظهر يوم 29 مايو / أيار، أفاد موقع مراقبة بالقرب من نيتسانيم أن رتلًا مصريًا قوامه حوالي 150 سيارة قد مر على طول الطريق الساحلي إلى الشمال. وأفاد المنشور في وقت لاحق أنه تم إحصاء 500 مركبة، لواء كامل. لم يكن المراقبون مدربين على تحديد المركبات العسكرية، وأخطأوا بحماس في حساب المركبات المارة. لقد بالغوا في الأرقام عندما أبلغوا لواء غيفعاتي. أقام الجيش المصري موقعًا في إسدود بين 29 مايو و 1 يونيو، لما افترض الإسرائيليون في ذلك الوقت أنه سيتم دفعهم للاستيلاء على تل أبيب. ومع ذلك، توقف التقدم المصري عند جسر الحلوم (فوق نهر لخيشإلى الشمال من أسدود)، التي دمرها لواء جفعاتي في 12 مايو. أثناء قيامهم بالاستعدادات اللوجستية لعبور النهر، تم قصف العمود واشترك في معركة أسدود (2 - 3 يونيو). لذلك حول المصريون تركيزهم إلى تطهير أجنحتهم، مع التركيز على نيتسانيم حيث تم إجلاء بعض الإسرائيليين المصابين الذين شاركوا في أسدود هناك. بينما كانت قرية بيت دراس المجاورة تحت السيطرة الإسرائيلية منذ 11 مايو، لم يكن هناك تواصل مع نيتسانيم، حيث لم يتم احتلال التل 69، الذي يفصل بين القريتين. لواء غيفعاتي خطط للاستيلاء على التل ليلة 7-8 يونيو، لكنه لم يتوقع الهجوم المصري على نيتسانيم. ومع ذلك، تم تنفيذ خطة الاستيلاء على التل في الوقت المحدد.

## مقدمة

### إسرائيل
عارضت إجلاء غير المقاتلين، بما في ذلك الأطفال، بشكل عام من قبل قيادة يشوف. قيل إن هدف إسرائيل في الحرب كان استمرار الحياة الطبيعية وأنه في ظل هذه الظروف، كان من المستحيل رسم خط بين الأمام والخلف. كما كان هناك مخاوف من أن المقاتلين سوف يتبعون غير المقاتلين ويتركون المستوطنات. عند إعلان الاستقلال في 15 مايو، انعكس هذا التفكير. شهدت عملية تينوك («الطفل») إجلاء الأطفال من نيتسانيم ونجبا وجات وجل أون وكفار مناحيم بالسيارات المدرعة أو سيرًا على الأقدام إلى أماكن أبعد شمالًا، حيث اعتُبروا أكثر أمانًا نسبيًا. في ليلة 16-17 مايو، تم إجلاء 35 طفلاً من نيتسانيم سيراً على الأقدام إلى بئر توفيا.
كان المدافعون الإسرائيليون عن نيتسانيم يتألفون من فصيلتين من كتيبة لواء غيفعاتي 53، واحدة منها مكونة من مجندين جدد، ليصبح المجموع 74 جنديًا. تم جلب المجندين من الكتيبة 58 الاحتياطية خلال معركة أسدود، من أجل تحرير فصيلة أكثر خبرة من نيتسانيم للعملية. كان هناك أيضًا 67 جماعة شبه عسكرية محلية، 10 منهم نساء، ليصبح المجموع 141 مقاتلاً. كان لدى القوة سبعون بندقية، وثلاثون رشاشًا، وأربعة رشاشات خفيفة من طراز برن، ومدفع هاون 4 بوصات، وواحدة من طراز بيات، وعدد قليل من القنابل اليدوية. كان لنتسانيم ثلاثة ارتفاعات: الأعلى في الشمال الشرقي حيث تم بناء أبراج المياه. في الوسط كانت قاعة الطعام. وإلى الجنوب كان «القصر»، وهو منزل عربي مهجور كان أعلى من محيطه. كانت الارتفاعات الثلاثة محاطة بحلقة من المواضع متصلة بسلسلة من خنادق الاتصالات. قسم القائد المحلي قوته إلى أربعة عشر موقعًا، مع الحفاظ على قوة احتياطية لتعزيز نقاط الضعف والهجمات المضادة في حالة اختراق المصريين لخط الموقع.

### مصر
بعد أن سيطرت على ياد مردخاي في 23 مايو، صعدت القوة المصرية بقيادة اللواء أحمد علي المواوي على طول الساحل وتجاوزت نيتسانيم. بعد لقائه مع المعارضة الإسرائيلية بالقرب من أشدود قرر التوقف وعزز مواقفه. كان على نجيب أن يحفر في أشدود، وكانت القوة الأخرى هي مهاجمة نجبا، في حين أن مواوي نفسه سيهاجم نيتسانيم للقضاء على تهديده لظهره. أقام الجيش المصري موقعه الرئيسي في القاعدة العسكرية البريطانية المهجورة شرق نيتسانيم، مع مواقع أصغر في تل المقبرة إلى الشمال الشرقي وبستان الحمضيات في الجنوب، وبالتالي محيط القرية. استغرق مواوي عدة أيام ليعمل بعناية على الهجوم. كان من المقرر تنفيذه على ثلاث مراحل: اختراق تل خزان المياه والاستيلاء على تل قاعة الطعام والاستيلاء على «القصر». تألفت القوة المصرية من الكتيبة التاسعة والسرية الثالثة من الكتيبة السابعة وفصيلة رشاشة متوسطة. كما انضمت إليهم فصيلة دبابات، ومركبة قتالية مدرعة، و 18 قطعة مدفعية ميدانية، و 12 مدفع مضاد للدبابات، وبطارية مضادة للطائرات، ومدعومة بطائرات مقاتلة.
في منتصف ليل 6-7 يوليو، بدأت القوات المصرية في قصف نيتسانيم من مقبرة التل باستخدام مدافع بوفورز و25 رطلًا، وفي الساعة 06:00، قصفًا عن قرب باستخدام مدافع مضادة للدبابات. تم تدمير جميع المعالم البارزة في القرية. ووقع قصف إضافي بقذائف الهاون من موقع جنوبي شرقي، وقصف بست مدارات من تلة خزان المياه في الجنوب. بعد فترة وجيزة، تمت محاولة هجوم من الشرق، ولكن تم صده وظل تلة خزان المياه تحت السيطرة الإسرائيلية
عند الساعة الثامنة صباحًا بدأ المصريون قصفًا جويًا على الكيبوتس، جاء على ثلاث موجات واستمر حتى الساعة 10:15، واستمر القصف على شكل نيران من 25 مدقة من منطقة عسقلان على بعد حوالي 7 كيلومترات. في الساعة 11:00، بدأ الدفع الرئيسي للمشاة وأربع دبابات. وفرت بقية المركبات المدرعة غطاء من القاعدة البريطانية المجاورة المهجورة. استخدم الإسرائيليون بيات الوحيدة التي بحوزتهم ضد الدبابات وأجبرتهم على التراجع، على الرغم من تعطل بيات وتمكنت المركبة القتالية المدرعة المصرية الأولى (الكتيبة التاسعة) من التسلل إلى تلة خزان المياه.
تم تدمير الموقع 1 ودفن سكانه الذين كانوا في حالة صدمة عندما تم إجلاؤهم من تحت الأنقاض. تم قطع نظام الهاتف. وأصيب مدفع رشاش موجه للطائرات بقذيفة. تلوثت معظم الأسلحة النارية الإسرائيلية من الغبار، وتحطم أحد الرشاشات. منذ بداية الهجوم، حاول عامل الإشارة الاتصال بمقر الكتيبة 53 في بئر توفيا. في الساعة 10:00، تمكنت من الحصول على رسالة استغاثة قبل أن تفقد الاتصال تمامًا. قرب الساعة 11:00، أمرت أربع دبابات مصرية باقتحام المزرعة، تليها المشاة. تقدمت الدبابات من الزاوية الشمالية الشرقية للمخيم، وقوبلت بإسرائيليين مسلحين بـ بيات. تمكنوا من إصابة مسار إحدى الدبابات في الطلقة الثانية. توقفت الدبابات، ولكن سرعان ما انهارت بيات وأصيب مشغلها بجروح في الرأس. تراجعت الدبابات واستمرت في قصف الموقف الإسرائيلي. استمر المشاة المصريون في التقدم، واستولوا على المواقع 10 و 11 و 12 واستولوا على منطقة خزانات المياه. أعلن المصريون النصر. قتلت قذائف الدبابة 12 إسرائيليًا.
ثم بدأ المصريون المرحلة الثانية من خطتهم - الاستيلاء على الموقع الشمالي الغربي ومنطقة صالة الطعام. استخدمت السرية الرابعة من الكتيبة التاسعة دبابة اخترقت سياج المزرعة في الساعة 12:30 مقابل الموقع 8، في وسط السياج الشمالي لنيتسانيم، بعد مقتل ستة من الإسرائيليين السبعة الذين كانوا يحرسون الموقع وتسبب للعمى السابع. انتقل شوارزشتاين، الذي كان حتى ذلك الحين في الزاوية الشمالية الشرقية من البستان الأصغر، إلى قاعة الطعام ومنطقة الإقامة المجاورة، والتي كانت محاطة بالسدود. كان يأمل في تشكيل الصف الثاني وأمر الرجال من المراكز 5 و 6 و 7 في الشمال بالانتقال إلى منطقة قاعة الطعام. هناك قام بتنظيم قوات الاحتياط المنسحبين من حظيرة الأبقار والرجال من المواقع الشمالية للدفاع.
بدأ المصريون قصفًا عنيفًا لقاعة الطعام، وبحلول الساعة 14:00، قرر المدافعون التراجع إلى «القصر» في الجنوب للوقوف الأخير. في الساعة 15:00، تمت محاولة انسحاب جميع القوات باتجاه الجنوب من القرية، ولكن تم إيقافها من قبل السرية الثانية من الكتيبة التاسعة الموجودة في بساتين الحمضيات، مما أجبر الإسرائيليين على العودة إلى «القصر». تمكن 2-4 إسرائيليين من الاختباء في البساتين والفرار إلى بئر طوفيا ليلاً.
وطوال المعركة، حاولت القوات الإسرائيلية التواصل مع بقية الجيش وطلب تعزيزات، بما في ذلك ثلاث برقيات قرب نهاية المعركة، أرسلتها عاملة الإشارات ميريام بن آري. فشلت جميع المحاولات ولم يتم إرسال التعزيزات. حاول القائد الجريح، أبراهام إلكانا شوارزشتاين، وهو يحمل قميصه الأبيض الملطخ بالدماء، وبن آري، التفاوض مع المصريين، لكن شوارزشتاين أصيب برصاص ضابط مصري. ردا على ذلك، أطلق بن آري النار على المسؤول وقتل على الفور. الساعة 16:00 يوم 7 يونيو، 105 مدافعين إسرائيليين منهكين، 26 منهم جرحى، ودمروا ما تبقى لديهم من ذخائر ومعدات، واستسلم للقوات المصرية. منع المصريون مساعديهم المحليين من ذبح جميع السجناء، ومع ذلك، قُتل ثلاثة أو أربعة من المدافعين بعد الاستسلام. فيما بعد تم عرض الناجين في موكب نصر في عسقلان، وبعد ذلك تم نقلهم إلى القاهرة. إجمالاً، قُتل 33 في المعركة - 17 جنديًا و 16 قرويًا (منهم 3 نساء).

### التل 69
تمكن ثلاثة رجال من الفرار من نيتسانيم خلال النهار. اختبأوا حتى حلول الليل ثم تسللوا عبر الخطوط المصرية حتى وصلوا إلى بؤر غيفعاتي. لم يكونوا على علم بأن نيتسانيم قد استسلم وأن المعلومات الوحيدة عن ذلك وردت من البث المصري، لذلك اكتشف قائد غيفعاتي شمعون أفيدان ذلك المساء فقط. على الرغم من سقوط نيتسانيم، قرر الهجوم ليلة 7-8 يونيو، كما كان مخططًا. استولت إحدى المركبات القتالية المدرعة على التل 69 ومواقعها لتهديد الخطوط المصرية في أسدود واستعدت لاستعادة نيتسانيم. في غضون ذلك، تم تنفيذ هجوم آخر غير ناجح ضد أسدود. اعتبر التل 69 مهمًا من الناحية التكتيكية باعتباره عقبة على طريق إسدود في مواجهة الهدنة الوشيكة.
في ليلة 9-10 يونيو، هاجمت كتيبة غيفعاتي 52 بقيادة اثنين من الفارين نيتسانيم. تم تأجيل ساعة الصفر بعد أن ضلت القوة المهاجمة طريقها. عند الفجر، تمكنت الفصيلة القيادية من اقتحام نيتسانيم من الجنوب والاستيلاء على «القصر»، لكنها أمرت بالانسحاب بعد تعرضها لنيران مصرية كثيفة، بعد أن فقدت غطاء الظلام. تابعت المدفعية المصرية القوة الإسرائيلية المنسحبة حتى وصلت إلى التل 69. تم إخلاء قوات الكتيبة 52 بواسطة المدرعات، وبعد فترة وجيزة هاجم المصريون التل الذي كانت تسيطر عليه سرية من الكتيبة 51. انهارت الخنادق تماما ودمرت المواقع. تكبدت القوة الكبيرة التي تركزت على التل خسائر فادحة في الأرواح. هاجم المشاة المصريون من الغرب، مدعومين من مسافة قريبة برين كاريرز والعربات المدرعة. انكسرت الشركة الإسرائيلية وأمرت بالتراجع، لكن الانسحاب كان غير منظم وكلف المزيد من الضحايا. وكان آخر إسرائيلي بقي على التل مراقب مدفعية، أمر بنادقه بإسقاط النيران على موقعه، قبل أن يُقتل. إجمالي عدد القتلى الإسرائيليين على التل والانسحاب منه كان 20. حاول المصريون الاستمرار في اتجاه بيت دراس وبئر توفيا، لكنها واجهت معارضة شديدة. عند حلول الظلام، انسحبوا.

## نتائج المعركة
كانت معركة نيتسانيم واحدة من عدد قليل من المعارك التي استسلم بها الإسرائيليين أثناء الحرب واعتبرها الكثيرون مهينة. يشكل السجناء الـ 105 الذين تم أسرهم في نيتسانيم غالبية أسرى الحرب الذين أسرتهم مصر خلال الحرب بأكملها. ووفقًا لهم، غطت وسائل الإعلام المصرية الحدث على نطاق واسع وكتبت أن 300 يهودي قتلوا في نيتسانيم، وكانت قاعدة غواصات رئيسية وتم الاستيلاء على الكثير من الغنائم، بما في ذلك النفط والوقود. يزعم يتسحاق بونداك، قائد الكتيبة الذي كان مسؤولاً بشكل مباشر عن دفاع القرية، أنه كان من الممكن اتخاذ إجراءات لإنقاذ القرية، بما في ذلك نقل مدافع كانون دي 65 م (مونتاني) موديل 1906 إلى الموقع.
بعد الاستيلاء على التل 69، تمت إزالة عقبة رئيسية لمصر، والتي مكنتها من مهاجمة غال أون والاستيلاء على تل الجزر. عندما وصل غيفعاتي أخيرًا إلى نيتسانيم بعد عملية يوآف، وجدوا القرية مهجورة ومدمرة إلى حد كبير، حيث انسحب المصريون جنوبًا إلى غزة. دفن الإسرائيليون الذين قتلوا في المعركة في مقبرة جماعية بالقرية. أعاد القرويون الذين عادوا من الأسر في 7 مارس 1949، كجزء من اتفاقيات الهدنة لعام 1949، بناء نيتسانيم في موقع على بعد بضعة كيلومترات جنوب الموقع الأصلي. تم بناء قرية نيتسانيم للشباب عام 1949 في موقع المعركة، وأغلقت في عام 1990، وتأسست نيتسان لاحقًا في الموقع. تم تحويله إلى معلم سياحي، يضم عرضًا مرئيًا وآثارًا مختلفة، بما في ذلك مركز نساء الشجاعة، وهو نصب تذكاري لجميع المحاربات اللواتي قُتلن في حروب إسرائيل، وخاصة الثلاث في نيتسانيم: مريم بن آري، المسعفة المتدربة شولاميت دورزين وديبورا إبستين البالغة من العمر 18 عامًا التي توفيت متأثرة بجراحها في الأسر.